# 韩国酒文化
韩国酒文化泛指韩国的酿酒、饮酒的文化。

## 历史

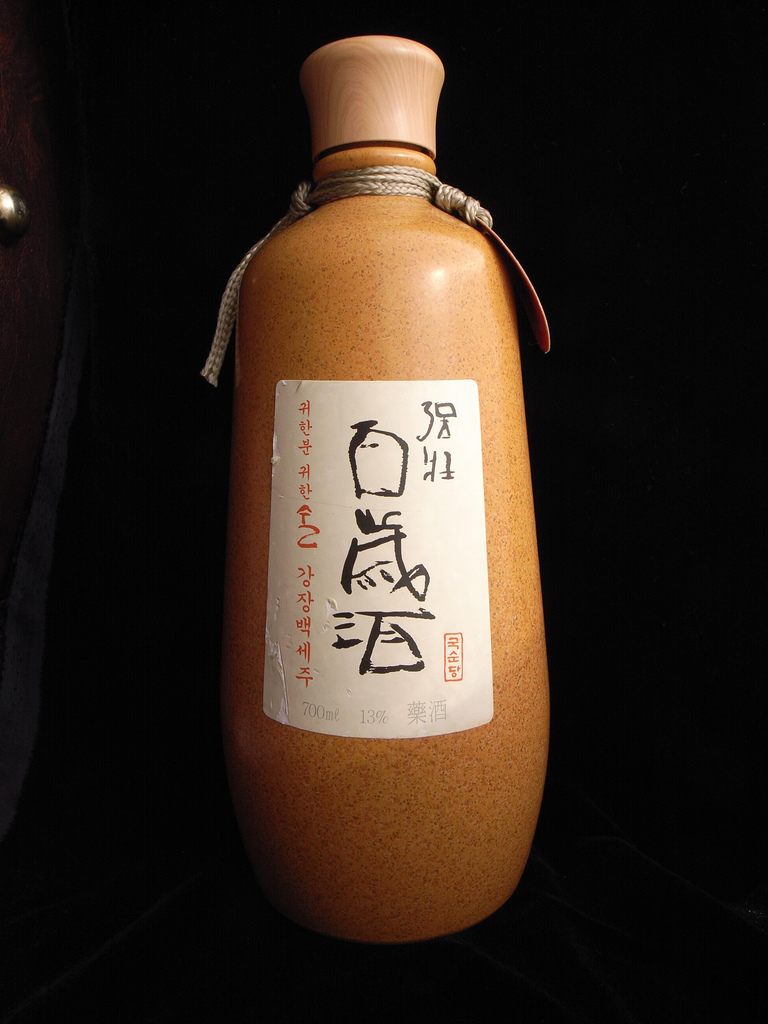
韩国百岁酒

韩国的酒文化历史渊久，早在朝鲜三国时期，韩半岛就已经开始酿酒。新罗的酒还被传入唐朝。《全唐诗》里收录的李商隐作《公子》曰：“一盏新罗酒，凌晨恐易消。... ...”。据日本《古事记》记载，应神天皇时期百济人须须保理将先进的酿酒技术传人日本，被后世日本人尊为酒神。:14-15
韩国的酿酒技术在高丽时期得到进一步的发展，酒的品种也得到增加。在这一时期蒸馏酒从阿拉伯地区经中国元朝传入韩半岛。
朝鲜王朝时期是韩国酒文化最为发展的时期，酿酒技术也达到了很高的标准。这一时期，韩国酒的品种已经超过300多种。由于大量的粮食被用来酿造烧酒，朝鮮正祖時代，實學家丁若鏞曾向正祖提议，禁止生产蒸馏酒以保证国家的粮食供给。
朝鲜日治时期，由于酿酒许可证的使用使大量小型酿酒作坊被禁止生产。酿酒生产商的集中使许多独特的酿酒工艺消失，同时也使酿酒开始产业化。在这一时期，西方洋酒包括啤酒和威士忌传入韩半岛。
韩国光复后，对韩国原有酒文化进行了保护性的挖掘。1980年以来，开始取消了对酿酒生产的一些限制，以促进韩国酒文化的发展。

## 礼仪
饮酒的礼仪是韩国餐桌礼仪中的重要部分。韩国人喝酒，要相互倒酒以表示友谊和尊重。为别人斟酒，一定要用右手拿瓶，左手要扶着右手，以示尊重。用左手斟酒被认为是不礼貌的。接受者也要双手捧杯，以示谢意。与中国人不断地为客人续酒有很大的不同，韩国人喝酒不喜欢续酒，而喜欢一杯喝完再倒。
晚辈与长辈喝酒时，晚辈要先向长辈倒酒。在长辈先喝酒后，才能饮酒。饮酒时不能面对着长辈而且要盖住嘴。不同辈份的人面对面喝酒被认为是不礼貌的。
另外客人不应该拒绝主人敬的第一杯酒。在大多数的正规场合，客人回拒长辈或主人的敬酒要回拒两次。如果对方第三次又敬酒，客人就应该最终接受。如果客人连续三次回拒，主人就不会再敬酒了。
在韓國飲酒是社交活動，獨自飲酒是不禮貌的。

## 种类

### 清酒
清酒如名是一种由粮食酿制而成的清澈透明的米酒。韩国各地的清酒各有特色，比如 韩国庆州地区出产一种名为“法酒”的清酒。

### 烧酒

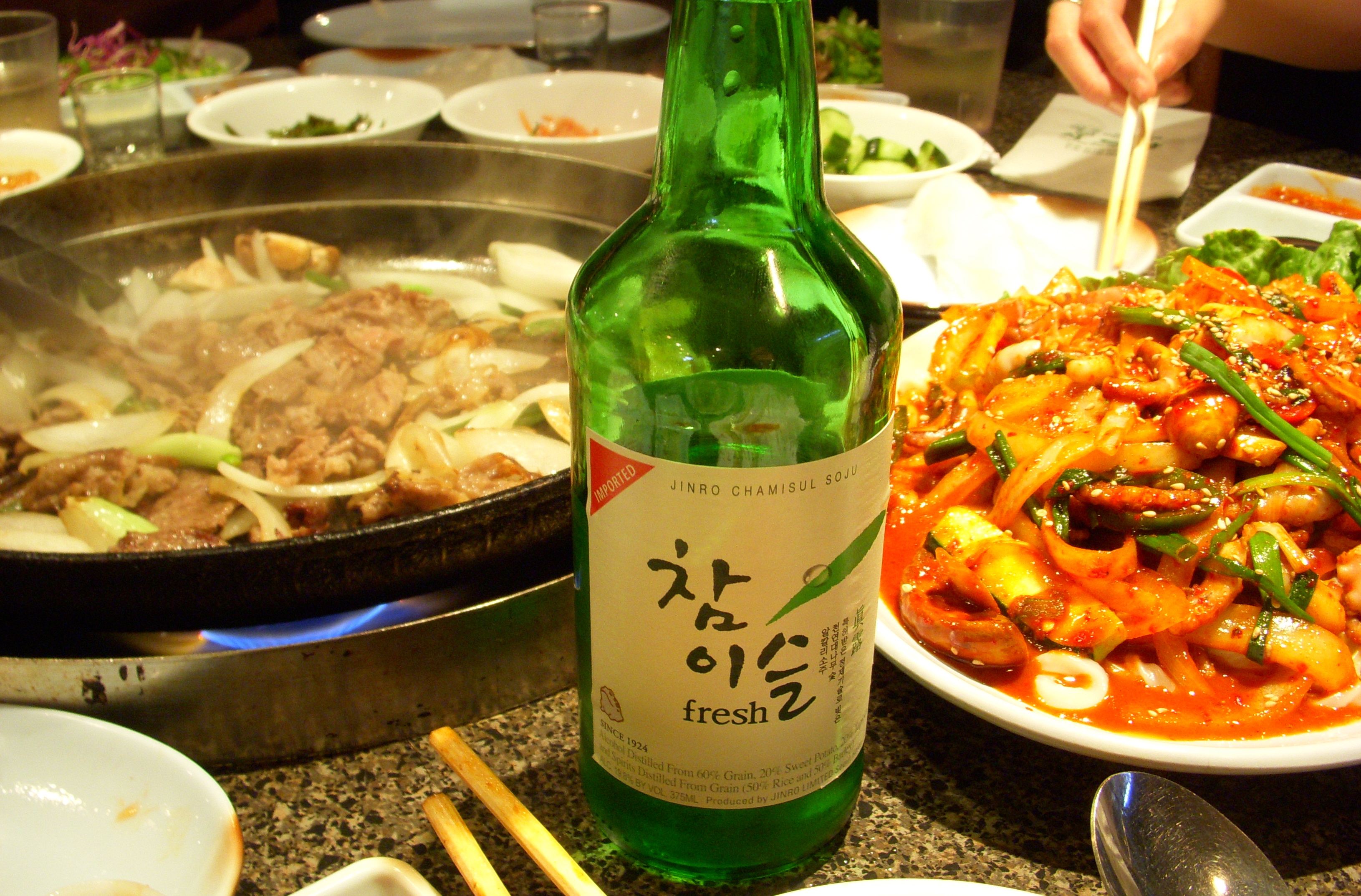
真露烧酒

韩国烧酒是一种以红薯（地瓜）等为原料的酒精饮料，酒精度数一般在20度左右，略高于中国南方的黄酒。 韩国烧酒口感清新、酒精度数低、价格便宜是韩国国内消费量最大的酒精饮品，也是世界上最畅销的酒，其中韩国著名的烧酒品牌真露稳居世界烈酒销量之首。 韩国烧酒在欧美地区被认为是白酒中的极品，名气可以法国红酒相当。 2008年，美国著名的韦伯斯特字典已将韩国烧酒“Soju”一词正式收录其中。

### 浊酒

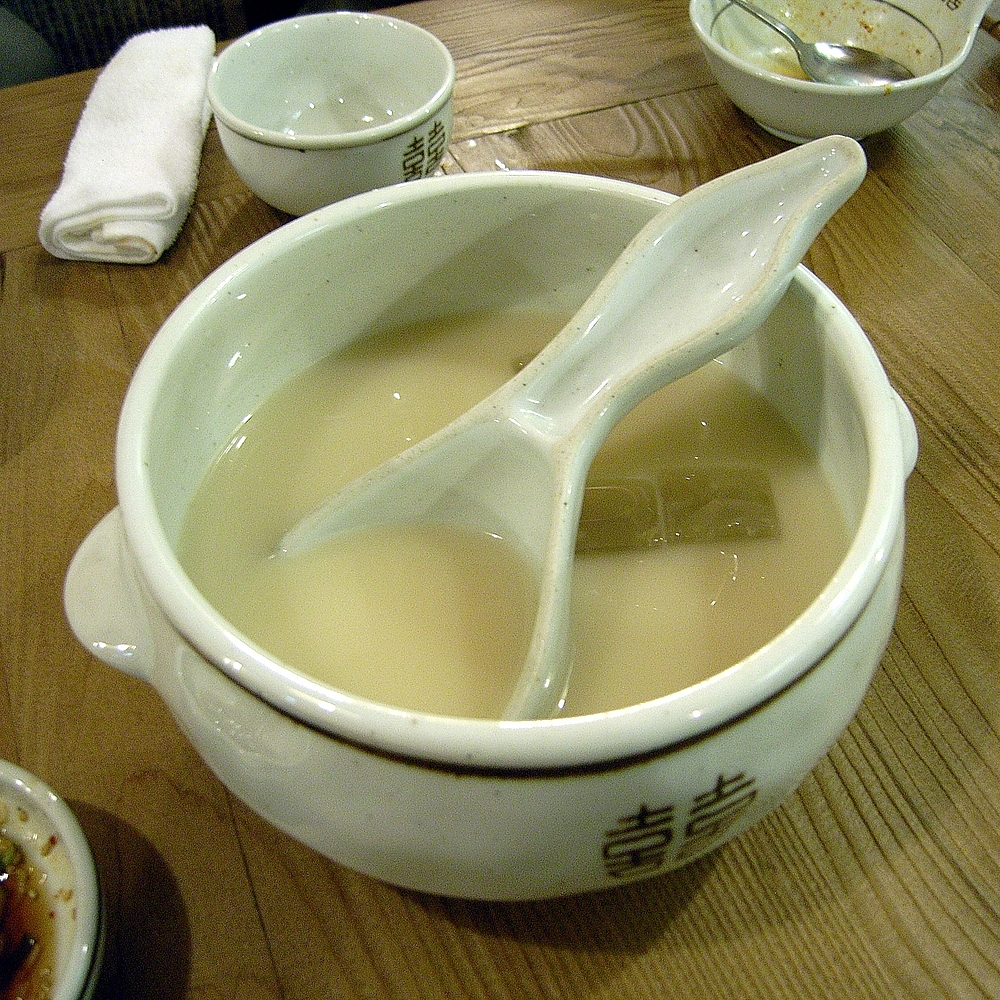
马格利

“韩国浊酒”又名“农酒”，中文译为“马格利”，是一种由大米和小麦发酵酿造的韩国浊米酒，酒精含量6-8%，带有甜味。在梨花盛开季节生产的马格利，加有梨花的味道，因此被称为“梨花酒”。
韩国人一般在吃綠豆餅或葱饼时喝马格利。

### 果酒
亦等於水果口味的燒酒，濃度較原味燒酒低。
- 葡萄酒：用葡萄酿造的酒精饮料
- 覆盆子酒：用覆盆子酿造的酒精饮料
- 青梅酒：用青梅酿造的酒精饮料
- 松果酒：用松果酿造的酒精饮料
- 石榴酒：用石榴酿造的酒精饮料

### 花酒
- 杜鹃酒：韩国忠清道地区用杜鹃花瓣酿造的酒精饮料，酒精含量约21%，味道甜、粘稠、淡黄褐色。杜鹃酒是韩国政府指定的第86-2号国家无形文化财。[14]
- 百花酒：由100种花酿造的酒精饮料
- 菊花酒：用菊花酿造的酒精饮料
- 梅花酒：用梅花酿造的酒精饮料
- 桃花酒：用桃花酿造的酒精饮料
- 忍冬酒：用忍冬花酿造的酒精饮料
- 玫瑰酒：用玫瑰花酿造的酒精饮料

### 药酒

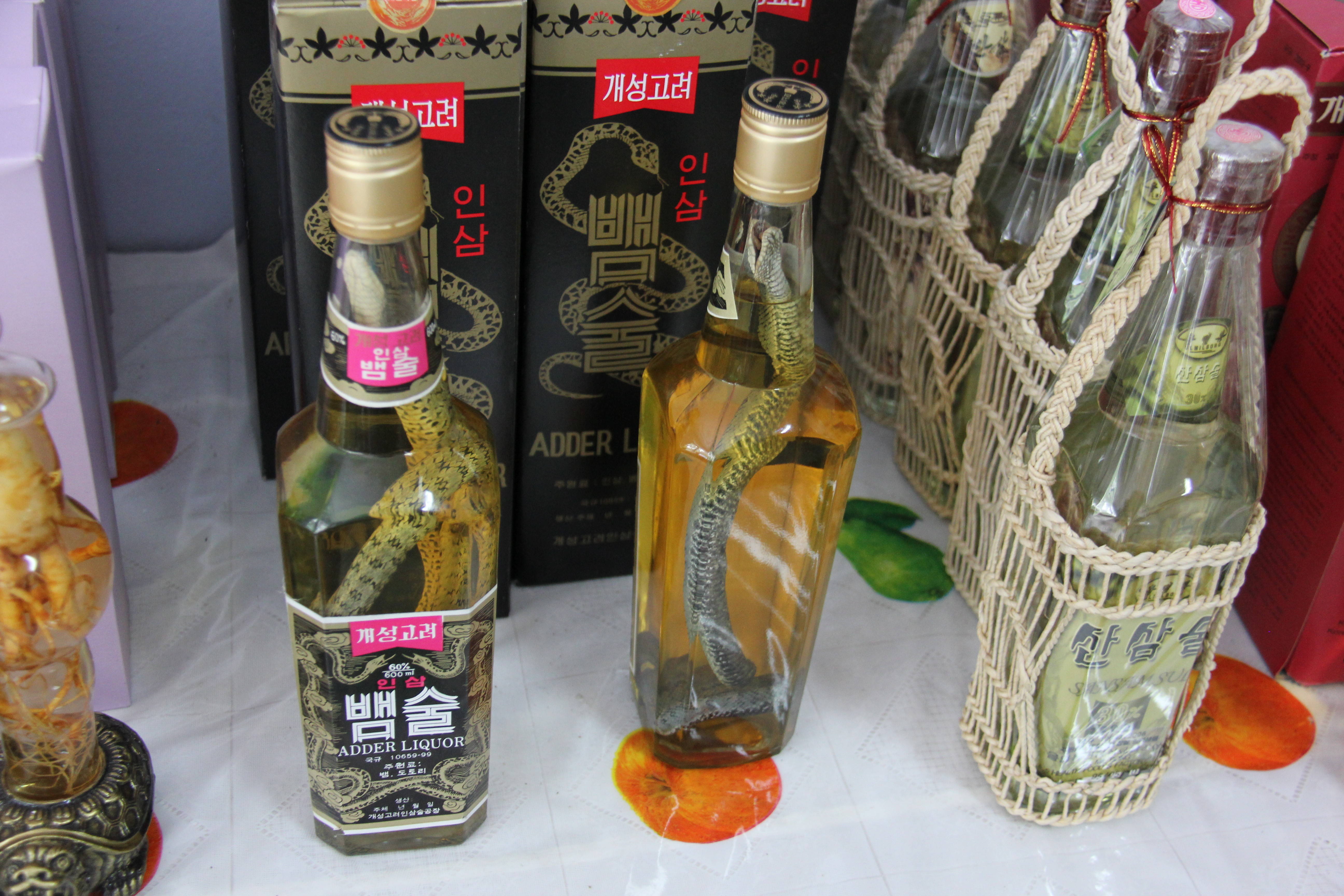
蛇酒

- 人参酒：使用高丽参酿造，一种很受老年人喜欢的酒
- 屠苏酒：使用草药酿造，韩国人一般在新年的时候饮用这种酒
- 松笋酒：使用糯米、松果或嫩松针酿造
- 竹叶青酒：使用竹叶酿造
- 百岁酒：使用稻谷、人参和11种其它草药酿造
- 蛇酒：由白酒和蛇炮制的酒
- 糞酒：主治外傷

### 啤酒

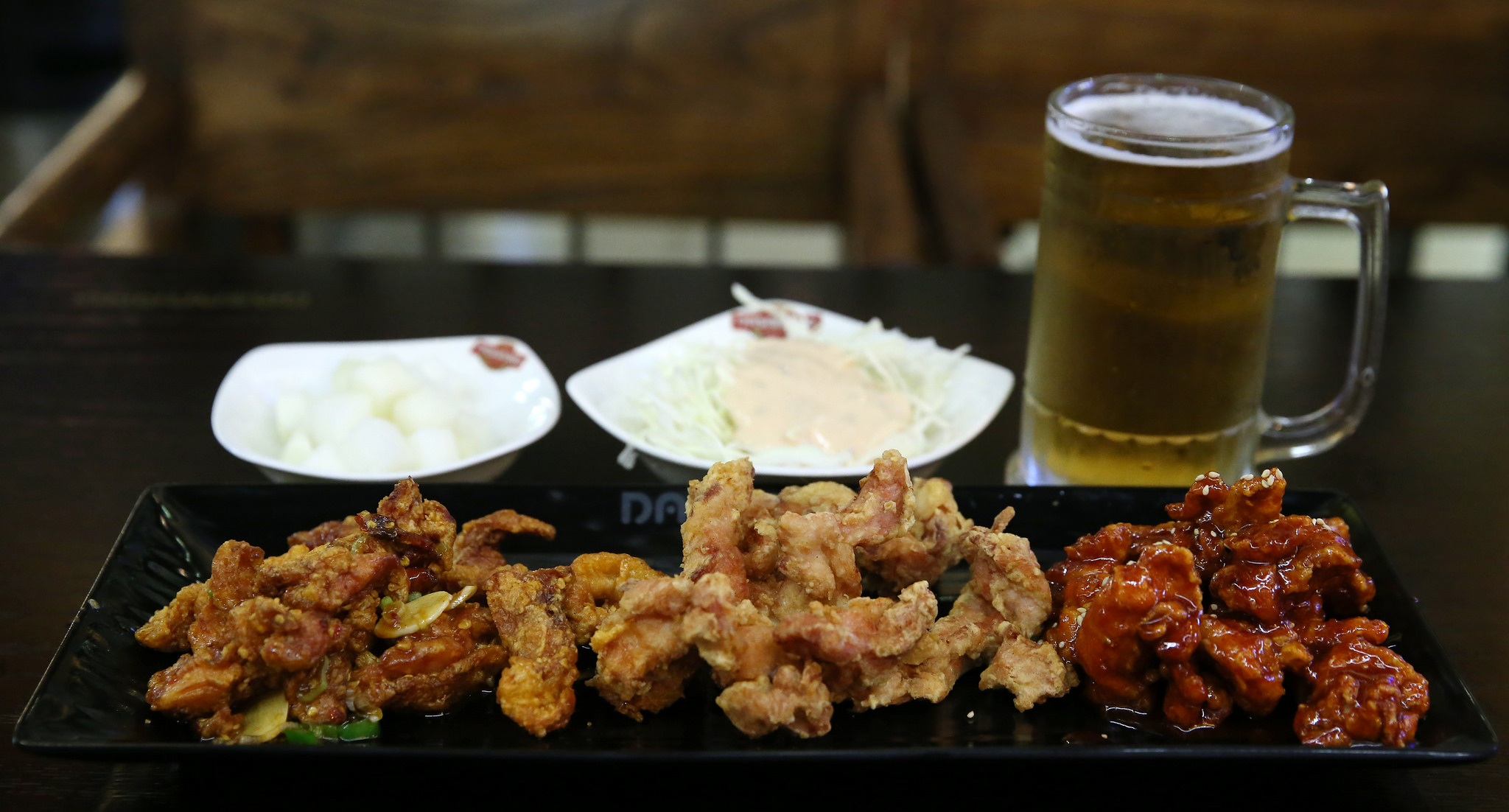
韩式炸鸡和啤酒

啤酒在韩国被称为“麦酒”，20世纪初，由欧洲人传入韩半岛。韩国国内有多家啤酒生产商，其中海特啤酒是韩国最大的啤酒生产商。韩国人在吃韩式炸鸡时一般都要喝啤酒。
韓國人也有將烈酒和啤酒混合飲用的習慣，稱炮彈酒。